# 笑うハナに恋きたる
『笑うハナに恋きたる』（わらうハナにこいきたる、原題：不良笑花）は台湾のテレビドラマ。
2008年9月7日から2008年12月7日まで台湾の中華電視公司で放送された。日本では2009年6月19日から2009年11月6日までホームドラマチャンネル、2009年8月20日から2010年1月28日までBS日テレで放送された。

## エピソード・サブタイトル
全21話
| 各話   | サブタイトル               | 放送日         |
| ------ | -------------------------- | -------------- |
| 第1話  | 出会ったが運の尽き         | 2009年6月19日  |
| 第2話  | 転ばぬ先のイメチェン       | 2009年6月26日  |
| 第3話  | 一難去ってまた次の問題     | 2009年7月3日   |
| 第4話  | ウソに負けても真実に勝つ   | 2009年7月10日  |
| 第5話  | 縁とは異なもの、味なもの   | 2009年7月17日  |
| 第6話  | 本命は悪知恵で奪え         | 2009年7月24日  |
| 第7話  | 親の思い、子知らず         | 2009年7月31日  |
| 第8話  | 嫌う人あれば助ける人もあり | 2009年8月7日   |
| 第9話  | 恋の道に魔多し             | 2009年8月14日  |
| 第10話 | 母の愛、海よりも深し       | 2009年8月21日  |
| 第11話 | 泣きっ面に裏切り           | 2009年8月28日  |
| 第12話 | 真実はウソの裏にあり       | 2009年9月4日   |
| 第13話 | 男心も女心も秋模様         | 2009年9月11日  |
| 第14話 | 想うに別れが…              | 2009年9月18日  |
| 第15話 | 止めても止まらぬ恋         | 2009年9月25日  |
| 第16話 | 雨降って心固まる           | 2009年10月2日  |
| 第17話 | 運命知らぬは本人ばかり     | 2009年10月9日  |
| 第18話 | 夢追う者、恋選べず         | 2009年10月16日 |
| 第19話 | 測り難きは人の心           | 2009年10月23日 |
| 第20話 | 思えば思い通じる           | 2009年10月30日 |
| 第21話 | 再会には福きたる           | 2009年11月6日  |

## キャスト
| 役名                    | 俳優名                          |
| ----------------------- | ------------------------------- |
| ハナ （蔣小花）         | 楊丞琳 （レイニー・ヤン）       |
| タム （唐門）           | 潘瑋柏 （ウィルバー・パン）     |
| ジェイ （賈思樂）       | 藤岡竜雄 （ディーン・フジオカ） |
| エミ （江蜜）           | 陳妍希 （ミシェル・チェン）     |
| ハナの父 （蔣大樹）     | 檢場 （ジエン・チャン）         |
| ハナの祖母 （阿八嬸）   | 文英 （ウェン・イン）           |
| アン （祝雅安）         | 席曼寧 （シー・マンニン）       |
| ジェイの祖母 （賈外婆） | 唐琪 （タン・チー）             |
| ジョジョ （JoJo）       | 小call （シャオコール）         |
| トウズ （豆子）         | 是元介 （ジェイ・シー）         |
| リック （賴瑞克）       | 黃柏鈞 （デニー・ホァン）       |

## スタッフ
- 監督 - 張博昱（チャン・ボーユー）
- プロデューサー - 柴智屏（アンジー・チャイ）
- 脚本 - 安捷（アン・ジエ）、楊碧鳳（ヤン・ビーフォン）、溫郁芳（ウェン・ユーファン）

## 主題歌
オープニングテーマ
- 『Summer Craze/夏日瘋』

歌 - 潘瑋柏（ウィルバー・パン）
エンディングテーマ
- 『Take me away/帶我走』

歌 - 楊丞琳（レイニー・ヤン）

## ソフトウェア

### DVD
販売元は笑ハナJV
- 「笑うハナに恋きたる DVD-BOXI」（2010年11月5日）
- 「笑うハナに恋きたる DVD-BOXII」（2010年12月2日）

## 日本国内放送局
| 放送地域       | 放送局         | 放送期間                       | 放送日時                     | 放送系列       |
| -------------- | -------------- | ------------------------------ | ---------------------------- | -------------- |
| 日本全域       | 衛星劇場       | 2009年6月19日 - 11月6日        | 毎週金曜 13時05分ほか        | CS放送         |
| 日本全域       | BS日テレ       | 2009年8月20日 - 2010年1月28日  | 毎週木曜 23時00分 - 23時54分 | BS放送         |
| 東京都         | TOKYO MX       | 2010年7月21日 - 12月15日       | 毎週水曜 22時00分 - 22時54分 | 独立局         |
| 近畿広域圏     | 朝日放送       | 2010年8月11日 - 2011年1月12日  | 毎週水曜 26時41分 - 27時41分 | テレビ朝日系列 |
| 埼玉県         | テレビ埼玉     | 2010年9月6日 - 2011年1月31日   | 毎週月曜 11時30分 - 12時25分 | 独立局         |
| 中京広域圏     | 名古屋テレビ   | 2010年9月30日 - 2011年3月3日   | 毎週木曜 25時59分 - 26時54分 | テレビ朝日系列 |
| 沖縄県         | 琉球放送       | 2010年10月2日 - 2011年3月5日   | 毎週土曜 24時20分 - 25時15分 | TBS系列        |
| 神奈川県       | テレビ神奈川   | 2010年11月11日 - 2011年3月31日 | 毎週木曜 22時00分 - 22時55分 | 独立局         |
| 群馬県         | 群馬テレビ     | 2011年1月24日 - 6月27日        | 毎週月曜 20時00分 - 20時55分 | 独立局         |
| 山形県         | テレビユー山形 | 2011年2月17日 - 7月28日        | 毎週木曜 25時15分 - 26時10分 | TBS系列        |
| 岡山県・香川県 | 西日本放送     | 2011年4月29日 - 9月30日        | 毎週金曜 25時53分 - 26時48分 | 日本テレビ系列 |
| 千葉県         | 千葉テレビ放送 | 2016年7月19日 -                | 毎週火曜 19時00分 - 20時00分 | 独立局         |